# Vrisnik (ruralna cjelina)
Ruralna cjelina sela Vrisnika, općina Jelsa, predstavlja zaštićeno kulturno dobro.

## Opis dobra
Vrijeme nastanka je 19. i 20. stoljeće. Selo Vrisnik nalazi se u središnjem dijelu otoka Hvara. Smješteno je na padini brežuljka kojim dominira župska crkva sv. Ante Opata. Stambeno-gospodarski sklopovi s vrtovima i podzidima smješteni su na obronku prateći konfiguraciju terena, a zbog ograničenog prostora izgradnje zbog obradivih površina u neposrednoj blizini naselje ima koncentrirani oblik. Naselje ima dva trga nastala proširenjem raskrižja - jedan pred crkvom sv. Apolonije u središnjem dijelu naselja, a drugi oko zajedničke gustirne u južnom dijelu naselja. Najstariji stambeno-gospodarski sklopovi koji su do danas sačuvani datiraju iz devetnaestog stoljeća. Karakteriziraju ih kamene stambene kuće pravokutnog tlocrta. Na kat se pristupa vanjskim, najčešće neograđenim, kamenim stubištem preko sulara. Dvorišta, ponegdje zatvorena kamenim zidom, popločana su kamenim pločama. Sklopovi imaju vrtove, a zbog konfiguracije terena oni su ograđeni podzidima u suhozidu.

## Zaštita
Pod oznakom Z-7073 zavedena je kao nepokretno kulturno dobro - kulturno-povijesna cjelina, pravna statusa zaštićena kulturnog dobra, klasificirano kao "ruralna cjelina".